# Commerciële omroep
Een commerciële omroep is een omroep waar de radio- of televisie-uitzendingen worden verzorgd door bedrijven met commerciële doeleinden. Deze bedrijven kunnen hun inkomsten halen uit reclame in de uitzendingen, sponsoring van uitzendingen door belanghebbenden of abonnementsgeld of andere vergoedingen die luisteraars en kijkers voor het ontvangen van de uitzending moeten betalen.

## Winstoogmerk
De tegenhanger van een commerciële omroep is een publieke omroep, die hoofdzakelijk uit belastinggeld wordt betaald. Soms is een commerciële omroep lucratief en is aannemelijk dat geldelijk voordeel een belangrijke drijfveer is, maar er bestaan ook omroepen die formeel commercieel zijn, maar waarbij feitelijk ideële motieven de overhand hebben - net zoals dat bij tijdschriften ook het geval kan zijn.

## Schaal
Commerciële omroepprogramma's kunnen zowel lokaal, regionaal als nationaal bestaan. Internationale commerciële omroepen worden belemmerd door taalgrenzen en doordat het gebruik van de ether door nationale overheden wordt geregeld. Op lokale en regionale schaal vormt een te kleine advertentiemarkt vaak een beperking. Een commerciële omroep kan gericht zijn op een breed programma voor een doorsnee publiek, of juist op specifieke interesses als sport, muziek of nieuws.

## Medium
Een commercieel omroepbedrijf kan uit maar één radio- of televisieomroep bestaan die een enkel programma verzorgt, vaak ook zender of kanaal genoemd. Zulke omroepen kunnen echter ook op verschillende manieren in één bedrijf worden gecombineerd:
- een bedrijf kan zich toeleggen op radio-omroep, televisieomroep of beide
- een bedrijf kan meer omroepen in hetzelfde gebied omvatten, om zoveel mogelijk consumenten in dat gebied te bereiken
- een bedrijf kan juist omroepen uit verschillende gebieden combineren, om tot een uitgestrekt verspreidingsgebied te komen.

In het spraakgebruik kan de term commerciële omroep zowel op een organisatie die één bepaald programma aanbiedt, een omroepbedrijf of het verschijnsel in het algemeen slaan.
Commerciële omroepbedrijven kunnen op hun beurt weer deel uitmaken van mediaconglomeraten. Omdat er via de media veel invloed kan worden uitgeoefend op de openbare meningsvorming, kennen veel democratische landen regels die grenzen stellen aan het samenbrengen van zenders en andere media bij één eigenaar. Dit moet waarborgen dat er een verscheidenheid van opvattingen kan blijven doorklinken.